# Simatalu Sipokak
Simatalu Sipokak is een bestuurslaag in het regentschap Kepulauan Mentawai van de provincie West-Sumatra, Indonesië. Simatalu Sipokak telt 2971 inwoners (volkstelling 2010).